# 情報提供者

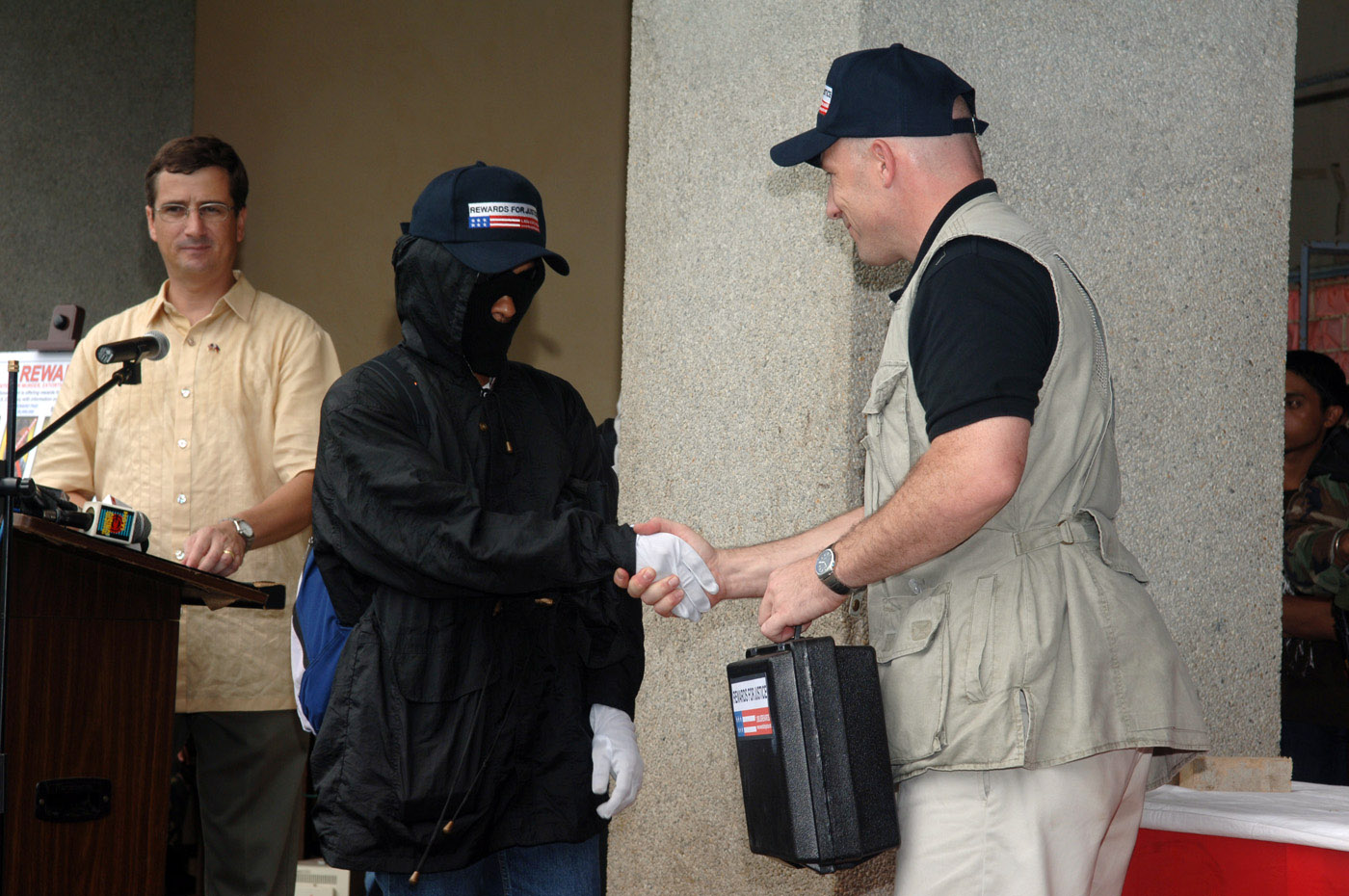
アメリカ国務省代表者の謝意と懸賞金を受け取る情報提供者。敵対者に察知されるのを避けるためか顔を覆っている。
彼/彼女のもたらした情報によりフィリピンのテロリスト、アブ・サヤフのメンバーであるカダフィ・ジャンジャラニ及びジャイナル・アンテル・サリ・ジュニア両名の殺害に成功した。

情報提供者（英: informant, インフォーマント）とは、ある人物または組織・団体に関する内部の情報を捜査機関や情報機関など別の組織に提供する人物の総称である。
日本語では情報屋、連絡員、協力者、タレ込み屋などとも言われる。英語ではその他informer（インフォーマー）やcontact man（連絡員）やassetと呼ばれたり、stool pigeon（元の意味は猟師が使う囮の鳩、すなわち「原義の」デコイ）など様々なスラングもある。
また、これを密告者や内通者と呼ぶ場合は、情報を漏らされた側の立場から、批判的なニュアンスが込められているともいえる。さらにはスパイ呼ばわりされる場合もある。
一方、内部告発者という表現もあるが、これに相当する英語のホイッスルブローワーは、内部の人物が、その所属する企業（非営利活動団体、等）がおこなう不正や犯罪を是正してもらいたいがためにやむなくおこなう、いわば善意的な告発を主にさす。

## 概要
この用語は通常、法執行の範疇で用いられ、その場合公式の用語としてはconfidential informants（秘密情報提供者）またはcriminal informants（CI, 犯罪・刑事事件に関する情報提供者）として知られる。加えて、悪意を持って利益を得るため、個人的な利得のため、または金銭的利益を得るために他の当事者の承諾を得ることなく組織外部の人間に情報提供することを揶揄する用語として用いられる場合もある。しかしながら、この用語は政治、経済産業、及び学術分野でも用いられる。アメリカ合衆国では「秘密情報提供者の使用に関する司法省指針」（"Department of Justice Guidelines, Regarding the Use of Confidential Informants"）という運用基準が存在する。これは「情報提供者の利用に関する司法長官指針」（"Attorney General's Guidelines on the Use of Informants in Domestic Security, Organized Crime, and Other Criminal Investigations"）等以前存在した複数の指針を1つにまとめ直したものである。この指針ではある一定の条件下での情報提供者の犯罪関与を許容することが認められている。

## 犯罪に関する情報提供者
情報提供者は通常、組織犯罪に関連する人物、もしくはその組織内部の人物である。組織犯罪というものは、まさしくその性質により、多くの人間を、互いに罪の意識を承知で様々な違法行為に関与させるものである。秘密情報提供者（CI）が自らは寛大な処置をしてもらうことを目的に情報を売り渡すことはかなり頻繁にあり、金銭を得ることや警察に自身の犯罪行為を見逃してもらう代償として、長期間に渡り組織内部に潜入し情報を提供することもある。また組織の人物が逮捕された後に一部が情報提供者に成り変わることもしばしばある。殺人事件の捜査や麻薬取締を含め、警察の捜査手法として情報提供者を利用することはごく一般的なことである。警察に有力な情報を提供することにより捜査を援護するいかなる市民も原義的には情報提供者である。
CIAは薬物売買の元締（英: Drug lord, ドラッグ・ロード）や殺人犯などが、今後有力な情報提供者として何の疑いもなく犯罪組織に溶け込めるよう、情報提供者が行う数々の犯罪行為に目をつぶり、そしてある意味においては責任の所在が明確ではない情報源確保の目的で彼らに何十億ドルもの資金を提供する。このため情報提供者として振る舞う彼らに対しCIAが寛大な措置や便宜を図ることについて批判がある。
情報提供者は以前所属していた犯罪組織の仲間からは裏切り者と見なされることが常である。組織の種類・規模がどのようなものであろうとも、情報を捜査機関に提供した者に対しては強い敵意が向けられるのはもっともなところである。彼らは組織から脅威と見なされ、様々な処罰が下される。すなわち、絶縁に始まり肉体的暴力または処刑、もしくはそれら全てというような悲惨な末路に彼らは至る可能性がある。このため、通常情報提供者は保護、隔離される。その方法としては、監獄へ収監し隔離する、または仮に収監しない場合、新たな身分、個人情報を与えどこか別の場所に引っ越しさせる、かのいずれか一方を選ぶことになるが、前者の場合、既に収監されていた犯罪組織の関係者から報復されるリスクがあるため、後者を選ぶことが多い。

### 謝礼
情報提供者は提供先の捜査機関から「謝礼」を受けることがある。対テロリズムの一環として全世界的に展開している米国務省外交保安部（DSS）による「正義への報酬プログラム」（Rewards for Justice Program）は有名な例である。
金額の大きい事例としては次が挙げられる。2008年、リヒテンシュタインの複数の銀行に欧米印の多数の資産家の脱税資金が存在することが報じられた。事件の端緒を開いたのは、LGTのIT部門に勤めていたハインリヒ・キーバーなるインフォーマントであり、彼が口座の電磁記録をドイツ連邦情報局（BND）に渡したことから事件が発覚。この情報に基づいて同年2月14日、当時のドイツ郵便CEO、クラウス・ツムヴィンケルが100万ユーロもの脱税の疑いで逮捕。さらにキーバー及びBNDから情報提供を受けたアメリカ合衆国、イギリス、オーストラリア、カナダ、フランスの税財務当局が該当する資産家の取り調べを行った。その他アイルランド、フィンランド、イタリア、オランダ、ノルウェー、ギリシャ、スウェーデン、チェコ、スペインの財務当局も関心を示した。デンマーク政府はこのデータが窃盗によるものであるため（日本の司法原則では排除法則に該当する違法な証拠であるといえる）当初は情報の受諾を固辞したがその後態度を翻した。インド政府のみ、インド人資産家の口座が確認されているにもかかわらずドイツ政府の情報提供の申し出を拒絶している。キーバーはドイツ政府より情報提供の見返りとして460万ユーロを受け取っている。だがその金の一部には定率10%で税金が課せられた。事の詳細は記事"2008年のリヒテンシュタインにおける脱税スキャンダル"を参照。

## 労働運動・社会運動
昔から現在に至るまで、企業や場合によってはその企業の代わりに興信所が労働組合や労働運動を監視またはコントロールするために労働スパイと呼ばれる内通者を雇うことが多かった。これらおのおのの情報提供者は本職の者か、または、従業員の中から選抜することもある。嬉々として共犯者となる者もいれば、騙されて同僚の労働組合組織化の内情を自白するものもいる。企業上層部は雇った情報提供者を政治的及び社会主義的傾向を持つ運動内部に頻繁に潜り込ませ、組織の弱体化、不安定化そして完全な破壊を目論む。

## 政治
ローマ帝国の著述家でコンスタンティヌス大帝の補佐を務めたラクタンティウスは、古代ローマにおける一つの事例を出して述べている。その例とは、マクシミヌス・ダイアとガレリア・ウァレリア（ディオクレティアヌスの娘でガレリウスの妻、共同皇帝）の婚約を破棄するよう口添えしたと（ダイアが）疑う女を訴追する逸話である。
試訳:
犯罪における密告の企ては、しばしば政治的な動機を持った知能攻撃の隠れ蓑として利用されている。

## 刑事施設内の情報提供者
刑事訴訟上の被告人は「事実審前勾留」（"pretrial detention", 未決勾留）下にある間、往々にして自己の刑の軽減やその他の利益誘導と引き換えに、自身が耳にしたと主張する「伝聞」（"hearsay"）すなわち「（仮にそうすることで）自身にとって不利益になる供述や自白」（"Statements or admissions against (penal) interest"）を法廷に上申する場合があり、このような「監獄内の情報提供者」（Jailhouse informants）がある種の公判において大きな焦点となっている。監獄内の情報提供者を利用した事件例としては、スタンリー・ウィリアムズ、キャメロン・トッド・ウィリンガム、ジェラルド・スタノ、トーマス・シルヴァースタイン、マーシャル・「エディ」・コンウェイ各容疑者の事件及び「イータン・パッツ失踪事件」（「イータン・パッツ誘拐事件」）の被疑者と関係する事件が挙げられる。

## 専門用語とスラング
情報提供者、インフォーマント（もしくはエージェント、スパイ）を意味するスラングの例として以下が挙げられる。
- cheese eater[27] — 「チーズ食み」、ネズミのこと。
- fink — ピンカートンが雇う私服捜査員（plain-clothes detective, 密偵）やスト破り（ストライキブレーカー）、レイバー・スパイを指す用語である[28]。回し者、フィンク。
- grass[29]またはsupergrass（スーパーグラス）（英語版）[30] — バッタ（grasshopper）の韻を踏んだ俗語（英語版）[注釈 4]。意味としては警察官、刑事の俗語である「デカ」（copper. cop, 「コップ」）または「密告者」（shopper）を指す[31]。付け加えると、フレッド・フィッシャー（英語版）・ドーリス・フィッシャー（英語版）親子の人気曲「ウィスパーリング・グラス（英語版）」や演劇「スネーク・イン・ザ・グラス（英語版）」の題名とも関連がある[32]。
- narc — 麻薬取締局員やそのスペシャリストを指す[33]。
- nark — これはロマ語で「鼻」を意味するnakもしくはフランス語で狡猾、ペテン、犯罪のいずれかまたは三つ同時に満たす人物を表す形容詞narquois（ナルクァ）に由来するとされる[34][35]。
- nose[31]
- plant — 「罠」。
- pursuivant — パーシヴァント（古語）[36]
- rat[27][37] — 密告行為（informing）は俗に"ratting"と呼ばれる。
- snitch[38]
- snout[39]
- spotter[40]
- squealer[38]
- stool pigeon — スツール・ピジョン。「止まり木の鳩」という意味でデコイのこと[41]。同義語にstoolie。
- tell tale, tell-taleまたはtelltale — 秘密話、噂話（tale）を他人に話す（tell）ことから「暴露」の意味[42][43]。
- tittle-tattle[41]
- trick[44] — 「雑談」の意。

"drop a dime"（「ダイムを投げ入れる」）という語句は公衆電話を使って当局と情報をやり取りする様子を表しており、転じて「タレ込むこと」を意味するようになった。

### 日本語
- イヌ、チンコロ — 「マッポのイヌ」
- 廻者

## 有名な情報提供者の一覧
- ウィリアム・マーク・フェルト。いわゆる「ディープ・スロート」。元FBI副長官（Deputy Director）。
- サミー・グラヴァーノ。ガンビーノ一家の元「アンダーボス（英語版）」（"Underboss", 若頭）。
- ヘンリー・ヒル。ルッケーゼ一家の「アソシエイト」（"Associate", 「テッポウ玉」「使いパシリ」）
- フランク・ルーカス。ニューヨークのドラッグの売人だったが、のちにインフォーマントに成り変わっている。
- ジョゼフ・ヴァラキ。ジェノヴェーゼ一家の「ソルジャー」（構成員）
- サルヴァトーレ・ヴィタレ（英語版）。ボナンノ一家の元アンダーボス。
- ジェラルド・カーティス。CIAのエージェント。
- 三浦甲子二。テレビ朝日専務[45]。レフチェンコ事件によりKGBのエージェントだと判明した。
- 金正男。金正恩の異母兄。マレーシアで暗殺後にCIAの情報提供者だと米紙に報道された[46][47]。
- サイード・トーレス（Saeed Torres）。2015年度サンダンス映画祭にて初公開されたドキュメンタリー映画(T)error（英語版）で顔出し取材を受けたFBIの情報提供者。映画内では彼の情報によってデューク・エリントンらとセッション経験を持つジャズミュージシャンのタリク・シャー（英語版）やカリファ・アル＝アキルなる一般人のムスリムが対テロ戦争の名目のもと逮捕される様が収められている。

## 大衆文化における情報提供者
- 「波止場」。マーロン・ブランドがインフォーマントを演じた1954年の映画。
- 「男の敵」（原題: The Informer）。ジョン・フォード監督による1935年の映画。

### その他
- インフォーマー（英語版）、カナダのラッパー、スノー (ミュージシャン)の1993年のアルバム12インチズ・オブ・スノー（英語版）の曲。

## 日本
日本においても、一部の捜査機関がヒューミント手法を用いて対象組織内部に情報提供者を仕立て上げたり、また組織内部の人物から情報提供を引き受けることがある（警視庁公安部など）。また1971年には、新聞記者が外務省職員を籠絡した上で同省の機密資料を持ち出した事件が発生している（西山事件）。